# Vysoké Mýto
Vysoké Mýto är en stad i Tjeckien.   Den ligger i distriktet Okres Pardubice och regionen Pardubice, i den centrala delen av landet, 130 km öster om huvudstaden Prag. Vysoké Mýto ligger 291 meter över havet och antalet invånare är 12 293.
Terrängen runt Vysoké Mýto är huvudsakligen platt, men söderut är den kuperad. Runt Vysoké Mýto är det ganska tätbefolkat, med 54 invånare per kvadratkilometer. Närmaste större samhälle är Ústí nad Orlicí, 16,7 km öster om Vysoké Mýto. Omgivningarna runt Vysoké Mýto är en mosaik av jordbruksmark och naturlig växtlighet.